# 미건 래스
미건 래스(Meaghan Rath, 1986년 6월 18일 ~ )는 캐나다의 배우이다.

## 출연 작품
- 슬럼버 (2018)
- 쿠퍼 바렛의 가이드 투 서바이빙 라이프 (2016)
- 쓰리 나이트 스탠드 (2013)
- 빙 휴먼 시즌3 (2013)
- 빙 휴먼 시즌2 (2012)
- 빙 휴먼 시즌3 (2012)
- 빙 휴먼 시즌2 (2012)
- 사이버불리 (2011)
- 빙 휴먼 시즌1 (2011)
- 유 아 소 언데드 (2010)
- 빙 휴먼 (2010)
- 아론 스톤 (2009)
- 마이 도터스 시크릿 (2007)
- 대지진 10.5 2 (2006)
- 상실의 시대 (2001)